# Osman I
Osman I of Osman Gazi (Söğüt, 1258 - Bursa, 1324) (Osmaans: غازى عثمان سلطان Sultan Osman Ghazi, Turks: Osman Gazi of Osman Bey of I. Osman, Osman Gazi Han), "Kara" bijgenaamd voor zijn moed, was de leider van de Ottomaanse Turken en de stichter van de dynastie, die het Ottomaanse Rijk rond 1300 na Christus oprichtte en bestuurde. Het rijk, naar hem genaamd, zou meer dan vier eeuwen bekendstaan als een wereldrijk, tot het verval aan het begin van de 18e eeuw. De monarchie werd na een periode van stagnatie en verval op 1 november 1922 afgeschaft en op 29 oktober 1923 vervangen door de Republiek Turkije.

## Biografie

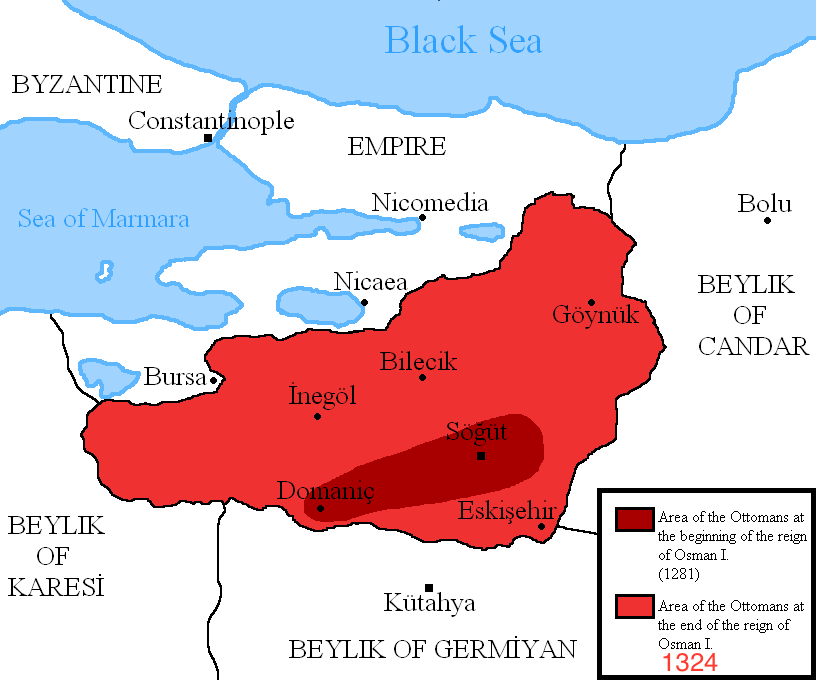
Gebiedsuitbreiding onder Osman I

Osman was onderofficier in het Seltsjoekenleger van de sultan van Rûm. Anatolië bestond toen uit veel verschillende en kleine vorstendommen (beyliks). Net zoals zijn vader "Ertugrul Gazi"  heette hij ook "el Gazi", (synoniem voor veteraan) en strijder voor het geloof. Na de dood van zijn vader, Ertuğrul Gazi, werd Osman de leider van zijn stam de Kayi, in het noordwesten van Anatolië, niet ver van Constantinopel.
Osman bleek een voortreffelijk legerleider te zijn en minder vredelievend dan zijn vader; hij was slim en handig en gold als een expert in wapens. Hij vocht tegen de Mongolen, die toen het Seltsjoekenrijk binnenvielen. Veel Arabieren en Perzen, op de vlucht voor de Mongolen, sloten zich aan bij zijn leger. Het grondgebied werd uitgebreid ten koste van het christelijke Byzantijnse Keizerrijk onder Andronicus. Het Osmaanse rijk nam in grootte toe van 1.500 km² naar 18.000 km².
In 1299 stichtte Osman - volgens traditionele bronnen - het Osmaanse rijk. Osman stelde ambtenaren aan en deelde land uit aan zijn volgelingen. Het herders- en nomadenleven van de stam werd opgegeven. Als emir onderhield hij goede betrekkingen met de sultan in Konya: ze streden samen tegen het Byzantijnse Rijk. In 1304 veroverde hij Nicea, nu bekend als Iznik. In 1317 droeg hij het bevel over aan zijn zoon Orhan.
Osman werd begraven onder een zilveren koepel, zoals hij voor zijn dood te kennen had gegeven. De stad Bursa kreeg een belangrijke functie als begraafplaats voor leden van de Ottomaanse dynastie. Onder zijn nakomelingen zou Turkije een enorm wereldrijk worden met een dynastie die meer dan zes eeuwen zou bestaan en heersen.

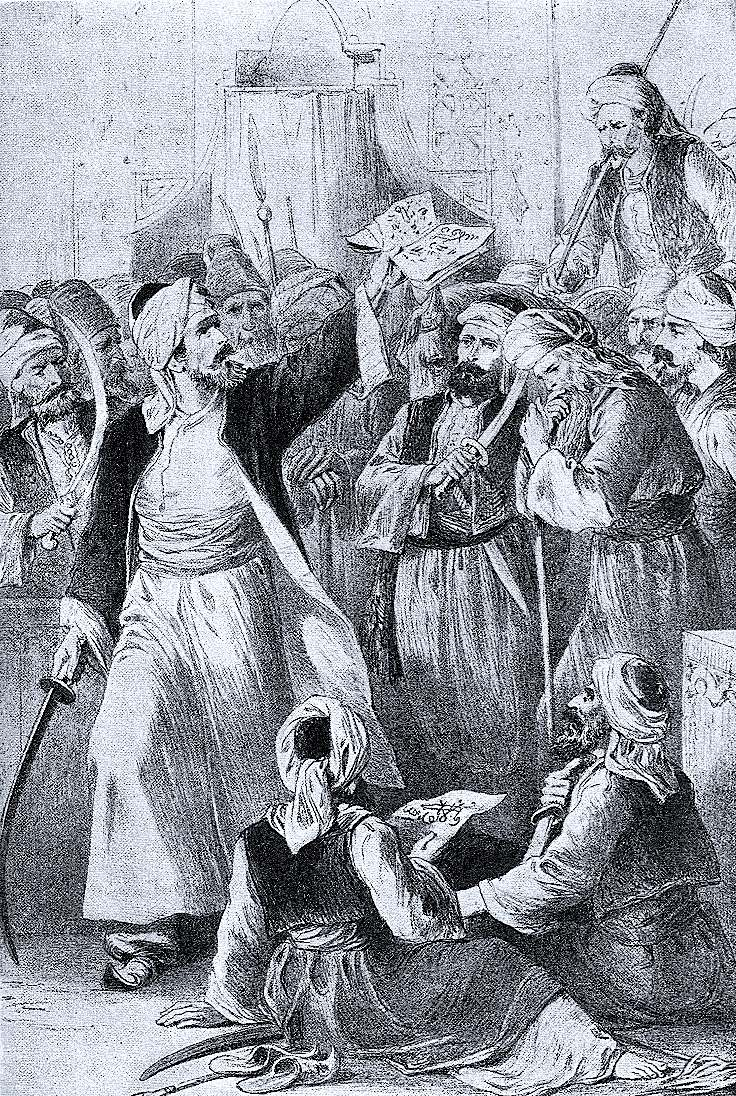
Osman I een perkament omhooghoudend

## Bron
Finkel, C. (2005) Osman's dream. The story of the Ottoman Empire 1300-1923.